# Imperio gaznávida
Los gaznávidas o gaznavíes (turco: Gazneli İmparatorluğu, persa: غزنویان ġaznaviyān) fueron una dinastía musulmana, de origen turco, fundada por el jefe samaní Sebük Tegin (un mameluco de origen turco), que reinó desde finales del siglo X hasta finales del siglo XII, en un imperio constituido por las regiones de Jorasán, de Afganistán y Punyab, con capital en Gazni y luego, casi al final del régimen, en Lahore.

## Historia

### Ascenso al poder
La guerra santa samaní contra las tribus paganas turcas que habitaban las estepas al norte del Sir Daria suministró abundantes esclavos a los musulmanes. Algunos de ellos se vendían en Bagdad y de entre ellos se escogían miembros para la guardia personal del califa abasí, denominados ghilman. Los samaníes también utilizaron a estos esclavos turcos como soldados, los llamados mamelucos (del árabe mamluk, esclavo o poseído). Estos mamelucos llegaron a ser un elemento importantísimo en las fuerzas armadas del emir samaní y ocuparon posiciones de enorme responsabilidad en dicho régimen.
Dos familias surgieron de estos esclavos militares turcos del emirato samaní, los Simjúridas y Gaznávidas, que finalmente minaron el poder de los emires samaníes. Los Simjúridas recibieron un señorío en la región de Kohistán, en el Jorasán oriental. Los generales samaníes Alptegin y Abu al-Hasan Simjuri compitieron por la gobernación de Jorasán y por el control del emirato samaní, colocando en el trono a emires que pudieron dominar después de la muerte de ‘Abd al-Mālik I ibn Nūh (954-961) en 961.
Alp Tigîn, que llegó a ser comandante de las fuerzas samaníes de Jorasán durante el reinado del emir ‘Abd al-Mālik I ibn Nūh, se vio en apuros a la muerte de este. La muerte del emir creó una crisis de sucesión entre sus hermanos. Un partido de la corte instigado por hombres de la clase de los escribanos —ministros civiles en lugar de generales turcos— rechazó la candidatura de Alp Tigîn. Al asumir el emirato el hermano de este, Mansūr I ibn Nūh, Alp Tigîn, que antes había intrigado contra su nuevo jefe y temiendo represalias, resolvió retirarse hacia la frontera sudeste del emirato, donde podría establecerse como jefe semiindependiente en las montañas orientales del actual Afganistán, zona cercana a la frontera con la India, lugar donde acrecentaría su poder si realizaba una guerra santa contra los hindúes. Los Simjúridas tenían entonces el control del Jorasán al sur del Amu Daria, pero sufrían la presión de otra gran dinastía iraní, la búyida, y fueron incapaces de sobrevivir a la caída de los samaníes y al subsiguiente auge de los Gaznávidas.
Las disputas de los generales esclavos turcos por el dominio del trono con la colaboración inconstante de los ministros de la corte evidenciaron y aceleraron la decadencia del emirato samaní. La debilidad samaní atrajo a Transoxiana a los carlucos, un pueblo turco que, encabezado por el clan qarajánida, se había convertido recientemente al islam. Acaudillados por el ilak-kan qarajánida Harun I, los carlucos ocuparon Bujará en 992, estableciendo en Transoxiana el Kanato Qarajánida.
Cuando Alp Tigîn llegó al poblado de Gazni, el gobernador del lugar, Abū Bark Lawik, le negó la entrada, pero en 962 se apoderó del lugar. Al año siguiente murió Alp Tigîn y lo sucedió su hijo Abū Ishāq, al que el emir samaní reconoció como gobernador de Gazni. Cuando fue expulsado de la plaza por Abū Bark Lawik, tuvo el apoyo de los samaníes para recuperarla. Ishāq murió sin descendencia en 966 y lo sucedió el jefe mameluco Balkā Tigīn, que murió en 972 por un flechazo mientras sitiaba al emir jariyita de Gardiz. Otro mameluco, Pīrī, fue depuesto luego de cinco años de gobierno. En esta situación subió al poder en 977 el jefe mameluco Sebük Tegīn ibn Qara Bajkam, el verdadero fundador de Imperio gaznaví.

### Hegemonía

#### Sebük Tegīn
Ese mismo año, Sebük Tegīn atacó al reino hindú Shahi de Ohind del Panyab e hizo prisionero a su raja (rey), Jayapala, al que libertó a cambio del pago de tributo.
Sebük Tegīn fue leal al emir samaní. En 993, el emir Nūh II ibn Mansūr se enfrentó a la rebelión de sus jefes Fa'iq y 'Abu 'Alī Simjuri y pidió ayuda a Sebük Tegīn, que intervino en Jorasán para equilibrar las fuerzas. Victorioso en 994, Sebük Tegīn fue recompensado con el cargo de gobernador de Balj, Tojaristán, Bamiyán, Gūr y Gharchistán (lo que le otorgó el mando de las aguerridas tribus montañesas prototayikas y protoafganas). Su primogénito, Mahmūd, fue nombrado jefe de las fuerzas samaníes de Jorasán. Al morir Sebük Tegīn en 997, su tercer hijo Ismāʽīl reclamó el trono por un período temporal, pero fue derrotado y capturado por su hermano Mahmūd en 998 en la batalla de Gazni. Mahmūd tuvo poder suficiente para imponerse como señor único de los territorios de su padre y para consolidar su posición en las tierras al sur del Amu Daria.

#### Mahmūd ibn Sebük Tegīn
La época de mayor poder de la dinastía gaznaví llegó con el advenimiento de Mahmūd, que llevó al esplendor a Gazni, ciudad a la que quedó asociado para siempre. Hacia el año 1000, recibió del califa abasí Al-Qádir el título de sultán; fue el primero es ostentar tal título. Al-Qádir aprovechó las divergencias de sus tutores, los búyidas chiíes imamíes, para recuperar su autonomía en Bagdad, con el apoyo de los gaznávidas suníes. Mahmūd se apoderó de territorios samaníes y shahiyas; también conquistó el reino ismailí de Multán (situado en el sur del Punyab y al norte del Sind), así como algunos territorios búyidas. Según todos los relatos contemporáneos, el reinado de Mahmud fue la edad de oro y el cenit del Imperio gaznávida. Mahmud realizó diecisiete expediciones a través del norte de la India para sojuzgarlo y establecer estados tributarios; las incursiones también le reportaron un gran botín. La autoridad del caudillo gaznávida se extendía desde Rayy a Samarcanda y desde el mar Caspio hasta el Yamuna.
El sultán Mahmūd, aparte de expandir el territorio gaznávida, consolidó política y religiosamente sus dominios. Así, en 1011, atacó al entonces pequeño reino semiindependiente gūrī o shansabānī situado en el inaccesible valle de Gūr, valle situado en el tramo superior del Hari Rud, en las estribaciones occidentales del Hindu Kush. El primer monarca conocido de este reino fue el malik Amir Sûrî y la población aún no se había convertido al islam. Este reino era también el último reducto del budismo mahayana de esta región; todos sus vecinos se habían convertido ya al islam. Aunque Amir Sûrî llevaba un título árabe y su hijo y sucesor Muhammad ibn Sûrî tenía un nombre islámico, ambos eran budistas y eran considerados paganos por el pueblo musulmán circundante. En consecuencia, los gaznavíes proclamaron la yihad contra el pequeño reino. El malik Muhammad ibn Sûrî fue derrotado y capturado por Mahmūd, junto con su hijo Abu ‘Alî, y llevado a Gazni, donde Muhámmad se suicidó envenenándose. Abu ‘Alî fue adoctrinado en los preceptos islámicos. Posteriormente, Abu ‘Alî, convertido ya en musulmán, fue liberado de prisión y regresó al valle de Gūr, donde se estableció como vasallo gaznávida. Con el apoyo de los clérigos, enviados por Mahmūd, convirtió a toda la población montañesa de Gūr al islam sunita y comenzó a construir mezquitas y madrasas. En 1035, fue derrocado por su sobrino Abbâs ibn Shîth.
Durante el reinado de Mahmūd, los gaznávidas asentaron a cuatro mil familias turcomanas de la tribu Kınık, convertidas recientemente al islam y lideradas por Arslan Isra'il ibn Selyuq, cerca de Farana, en Jorasán. Hacia 1027, debido a que los turcomanos atacaron los asentamientos vecinos, el gobernador de Tus, Abu al-Arith Jadhib, dirigió campañas de castigo contra ellos. Los turcomanos fueron derrotados y se dispersaron en las tierras vecinas. Sus jefes Arslan Isra'il y su hijo Kutalmish fueron capturados por Mahmūd y enviados prisioneros a la India. Arslan Isra'il murió allí, en 1032; sin embargo, su hijo Kutalmish escapó de prisión y participó junto a sus primos Çağrı Beg Dawud y Tugrïl Beg, los fundadores del Imperio selyúcida, en las guerras contra los gaznávidas, búyidas y bizantinos. El hijo de Kutalmish, Suleiman ibn Kutalmish, sería el fundador del Sultanato de Rum. En 1033, el gobernador gaznávida Tash Farrash ejecutó a cincuenta jefes turcomanos en represalia por sus incursiones destructivas en Jorasán.
La riqueza traída de las expediciones indias de Mahmūd a Gazni fue enorme, y los historiadores contemporáneos (por ejemplo Abu al-Fazl Beyhaghi, Ferdusi) dan descripciones brillantes de la magnificencia de la capital y de la beneficencia del conquistador para con los intelectuales. Mahmūd murió en 1030.

### Decadencia

#### Los hijos gemelos de Mahmūd
Mahmūd dejó el imperio a su hijo Muhammad, que era de temperamento pacífico. Su hermano, Mas'ud, solicitó las tres provincias que él había ganado con su espada, pero su hermano no consintió. Mas'ud tuvo que luchar contra su hermano, y se convirtió en sultán, cegando y encarcelando a Muhammad como castigo. Mas'ud I fue incapaz de preservar el imperio y después de una desastrosa derrota ante los turcomanos de los caudillos tribales selyúcidas Çağrı Beg y Tugrïl Beg en la Batalla de Dandanaqan en 1040, perdió todas las tierras gaznávidas en Irán y en Asia Central, sumiendo al imperio en un "tiempo de problemas". Su último acto fue recoger todos sus tesoros de sus fuertes con la esperanza de reunir un ejército y gobernar desde la India, pero sus propias fuerzas saquearon la riqueza y proclamaron nuevamente a su hermano ciego como rey. Los dos hermanos intercambiaron posiciones: Muhammad fue elevado de la prisión al trono, mientras que Mas'ud fue enviado a una mazmorra después de un reinado de diez años y luego asesinado en 1041. El hijo de Mas'ud, Mawdûder, que era gobernador de Balj, y en 1041, después de oír la muerte de su padre, llegó a Gazni para reclamar su reino. Él luchó con 'Abd al-Rahman y Ahmad, los hijos del ciego Muhammad, y fue victorioso. Sin embargo, el imperio pronto se desintegró y la mayoría de los emires no se sometieron a Mawdûder. En un lapso de nueve años, cuatro emires más reclamaron el trono de Gazni.

#### Ibrahîm
En 1058, el cuarto hijo de Mas'ud I, Ibrahîm, un gran calígrafo que escribió el Corán con su propia pluma, se convirtió en rey. Ibrahîm restableció un imperio truncado sobre una base más firme al llegar a un acuerdo de paz con los selyúcidas y una restauración de los vínculos culturales y políticos. Bajo Ibrahîm y sus sucesores el imperio disfrutó de un período de tranquilidad sostenida. Despojado de sus tierras occidentales, el imperio fue sostenido cada vez más por las riquezas acumuladas de incursiones a través del norte de la India, donde enfrentó la resistencia dura de reinos indios tales como el de Paramara de Malwa y el de Gahadvala de Kanauj. Durante su reinado, los nobles de Gūr le pidieron ayuda contra el malik Abbâs ibn Shîth. Ibrahim, marchó hacia Gūr y depuso a Abbâs. Abbâs fue sucedido por su hijo Muhammad ibn Abbâs, quien accedió a rendir homenaje a los gaznávidas. El sultán Ibrahîm gobernó hasta 1099.

#### Mas'ud III
Mas'ud III, hijo y sucesor de Ibrahîm, reinó como sultán durante dieciséis años, sin ningún acontecimiento reseñable. Los signos de debilidad en el estado se hicieron evidentes cuando murió en 1115: los conflictos entre sus hijos precipitaron la ascensión del sultán Bahrâm Shâh. Bahrâm Shâh, con apoyo del gran sultán selyúcida Ahmad Sanjar, derrotó a su hermano Arslan en la Batalla de Gazna de 1117, lo que le permitió hacerse con el trono. Bahrâm Shâh acabó como vasallo selyúcida.

#### Bahrâm Shâh
El sultán Bahrâm Shâh fue el último monarca gaznávida, que gobernó Gazni, la primera y principal capital, durante treinta y cinco años. El príncipe gúrida Qutb al-Din Muhammad (fundador de la famosa ciudad de Firuzkuh e hijo del malik `Izz al-Dîn Husayn, nieto a su vez de Muhammad ibn Abbas) que se encontraba a la sazón refugiado en Gazni, por diferencias con su hermano el malik reinante Sayf al-Dîn Sûrî de Gūr, fue envenenado por su suegro, el sultán Bahram-Shah. Para vengar a su hermano, Sayf al-Din Suri marchó hacia Gazna en 1148. El sultán gaznávida fue derrotado en la batalla de Gazna por Sayf al-Dîn Sûrî, pero Bahrâm Shâh, tras haberse refugiado en Kurram, recuperó la capital al año siguiente. Sayf al-Dîn Sûrî huyó, pero el ejército gaznávida lo alcanzó y lo derrotó en Sang-i Suraj. Sayf al-Dîn Sûrî y Majd ad-Din Musawi fueron capturados y posteriormente crucificados en Pul-i Yak Taq. Después de su muerte, le sucedió su hermano Bahâ’ al-Dîn Sâm I, quien se preparó para vengar a su hermano fallecido. Bahâ’ al-Dîn Sâm I falleció de muerte natural ese mismo año de 1149 y finalmente lo sucedió su hermano menor ‘Ala’ al-Dîn Husayn, el cual conquistó Gazna en 1151, tras derrotar y expulsar a Bahrâm Shâh a la India. El ya sultán gúrida ‘Ala’ al-Dîn Husayn entonces arrasó la ciudad y la quemó durante siete días, después de lo cual se le apodó Jahānsuz («quemador del mundo»). Bahrâm Shâh se quedó en el norte de la India durante más de un año, reconstruyendo su ejército. Después de la derrota y captura de A‘Ala’ al-Dîn Husayn en Herat por las fuerzas selyúcidas, Bahrâm Shâh regresó a Gazna y expulsó al gobernador gúrida. El viejo súltan pasó sus últimos días en Gazna, donde murió en 1157; le sucedió su hijo, Khusrû Shâh. Las luchas entre gaznávidas y gúridas continuaron en los años siguientes; los egundos se hicieron con porciones del territorio de los primeros, y Gazni y Zabulistán acabaron en manos de los turcos oghuz, para pasar luego a poder de los Ghuríes.

#### Los últimos sultanes
Después de un corto reinado, el sultán Khusrû Shâh falleció en 1160 y fue sucedido por su hijo Khusrû Mâlik Shâh.
Entre 1161 y 1162, un grupo de turcomanos se apoderó de Gazna, obligando a Khusrû Mâlik Shâh a retirarse a Lahore, que se convirtió en su nueva capital. Desde allí realizó incursiones en el norte de la India, ampliando su gobierno hasta el sur de Cachemira. También formó una alianza con la tribu india Khokar. En 1170, Khusrû Mâlik Shâh (o uno de sus comandantes) invadió la parte sur del Ganges.
En 1178 el príncipe gúrida Mu`izz al-Dîn Muhammad (hermano del sultán Ghiyâth al-Dîn Muhammad y encargado del sector oriental del Imperio gúrida) invadió la parte sur del Punyab gaznávida llegando hasta Gujarat. Entre 1179 y 1180 se apoderó de Peshawar, y entre 1181 y 1182 arrasó los alrededores de Lahore, pero Khusrau Malik lo logró mantener fuera de la ciudad pagándole tributo. Sin embargo, Lahore finalmente fue capturada por los gúridas en 1186, mientras Khusrû Mâlik Shâh y su hijo Bahrâm Shâh fueron encarcelados y llevados a Gūr, marcando de esta manera el final del Imperio gaznávida.

## Fuerzas militares y sus tácticas
El núcleo del ejército gaznávida estaba compuesto sobre todo de mamelucos turcos, así como de millares de nativos afganos que fueron entrenados y enrolados en el área al sur del Hindu Kush en lo que ahora es Afganistán. Durante el gobierno del sultán Mahmūd, un nuevo y más grande centro de entrenamiento militar fue establecido en Bost (ahora Lashkar Gah). Esta zona era conocida por sus herreros, los cuales fabricaban armas de guerra. Después de capturar y conquistar la región de Punyab, los gaznávidas comenzaron a emplear hindúes en su ejército.
Como las otras dinastías que surgieron de los restos del califato abasí, las tradiciones administrativas gaznávidas y la práctica militar procedían de los abasíes. Los caballos árabes, al menos en la primera campaña, seguían siendo sustanciales en las incursiones militares gaznávidas, especialmente en profundas incursiones galopantes en territorio hostil. Como se evidencia hay un registro sobre '6000 caballos árabes' fueron enviados contra el rey Anandapala en 1008 y la existencia de esta caballería árabe persiste hasta 1118 bajo el gobierno gaznávida en Lahore.
Sin embargo, se adoptaron cambios únicos que satisfacían las demandas de la situación geográfica de la dinastía gaznávida. Debido a su acceso a las llanuras indogangéticas, los gaznávidas, durante los siglos XI y XII, desarrollaron el primer ejército musulmán en utilizar elefantes de guerra en batalla. Los elefantes estaban protegidos por armaduras en sus frentes. El uso de estos elefantes en otras regiones en las que combatieron los gaznávidas, particularmente en Asia Central, fue sorprendente porque el elefante era un arma exótica.

## Legado
En su apogeo, el imperio gaznávida creció hasta cubrir grandes partes del actual Irán, Turkmenistán y Uzbekistán, todo Afganistán, Pakistán y grandes partes del noroeste de la India. A los gobernantes gaznávidas generalmente se le atribuyen la difusión del Islam en el Subcontinente indio. Además de la riqueza acumulada a través de incursiones en las ciudades indias y el tributo exacto de las rajás indios, los gaznávidas también se beneficiaron de su posición como intermediarios a lo largo de las rutas comerciales entre China y el Mediterráneo. Sin embargo, fueron incapaces de mantener el poder por mucho tiempo y en 1040 los selyúcidas se apoderadon de sus dominios persas y un siglo después los gúridas se hicieron cargo de sus tierras subcontinentales indias restantes. Los Nasher, se autoproclaman ser los descendientes de la dinastía gaznávida.

## Lista de soberanos gaznávidas

### Emires (gobernadores) samaníes de Gaznî (no hereditarios)
Alptegin (962-963), Abu Ishaq (963-*966), Balkā Tigīn (966-972), Pīrī (972-977)

### Emires y sultanes gaznávidas (hereditarios)
- 977-997: Sebük Tegīn (gobernador samaní)
- 997-998: Ismāʽīl (gobernador samaní)
- 998-1030: Mahmūd Yamîn ul-Daulâ (sultán, desde 1000 aprox.)
- 1030-1031: Muhammad (primer reinado)
- 1030-1040: Mas'ud I Shihâb ul-Daulâ
- 1040-1041: Muhammad (segundo reinado)
- 1041-1048: Mawdûder Abû al-Fath
- 1048-1050: Mas'ud II
- 1050: 'Alí Abû'l-Hasan Bahâ ul-Daulâ
- 1050-1052: 'Abd ur-Rashîd Izz ul-Daulâ
- 1052-1053: Tughrîl Qiwwam ul-Daulâ
- 1053-1059: Farruqzâd Jamâl ul-Daulâ
- 1059-1099: Ibrahîm Zahîr ul-Daulâ
- 1099-1114: Mas'ud III Alâ ul-Daulâ
- 1114-1115: Sherzâd Kemal ul-Dawlâ
- 1115-1118: Arslân Sultân ul-Daulâ
- 1118-1152: Bahrâm Shâh Yamin ul-Dawlâ
- 1152-1160: Khusrû Shâh Muizz ul-Dawlâ
- 1160-1186: Khusrû Mâlik Shâh Tâj ul-Daulâ